# L'Année des adieux
L'Année des adieux, paru en 1995, est un récit-témoignage de la journaliste et historienne française Laure Adler  qui, à l'époque évoquée dans son ouvrage, était conseillère culturelle du président de la République François Mitterrand. 
L'ouvrage est réédité en 2011, augmenté d'un avant-propos de l'auteure.

## Présentation
Ce livre, L'Année des adieux est un récit biographique qui aurait été cautionné par François Mitterrand lui-même, puisque, précise Laure Adler, le président « m'a ouvert pendant plus d'une année les portes de l'Élysée et m'a autorisé à m'entretenir avec ses collaborateurs en toute liberté ».
Elle nous montre le président tour à tour charmeur et même irrésistible comme il pouvait l'être quand il l'avait décidé, fonceur et pugnace quand il avait décidé d'atteindre le but qu'il s'était fixé, homme de réflexion détendu, loin de ses fonctions officielles, même en cette année des adieux qui est la dernière de son septennat.